# Međunarodno volontiranje
Međunarodno volontiranje je kad volonteri daju svoje vrijeme za rad u organizacijama i za ostvarivanje ciljeva u drugim zemljama izvan svojih matičnih zemalja. U većini takvih slučajeva volonteri rade u zemljama u razvoju na međunarodnim razvojnim programima s lokalnim volonterskim organizacijama koje provode aktivnosti poput promicanja zdravlja, obrazovanja i očuvanja okoliša .
Trendovi pokazuju da je međunarodno volontiranje postalo sve popularnije u mnogim zemljama tijekom posljednjih nekoliko desetljeća. Međunarodno volontiranje širok je pojam koji se koristi za hvatanje višegodišnjih kvalificiranih smještaja, kao i kratkoročnih uloga, nedavno nazvanih volonturizam, i niza aktivnosti između njih koje provode vlade, dobrotvorne organizacije i putničke agencije .

## Povijest
U velikim razmjerima, pokreti radnih kampova i rana misionarska služba bili su prvi izraz međunarodne službe.  Formalno volontiranje u inozemstvu može se pratiti preko stotinu godina u prošlost, kada je Britanski Crveni križ 1909. osnovao shemu Odreda za dobrovoljnu pomoć (VAD). Volonteri VAD-a, kao i dobrovoljci mnogih drugih nacionalnih organizacija Crvenog križa, radili su na bojnim poljima širom Europe i Bliskog istoka tijekom Prvog svjetskog rata, liječeći vojnike i civile, bez obzira na stranu za koju su se borili. Jedna od najistaknutijih organizacija, Service Civil International, organizirala je radne kampove od 1920. godine kao oblik poslijeratnog pomirenja i formalno je osnovana 1934.
Do sredine 20. stoljeća prekomorske volonterske projekte uglavnom su poduzimali ljudi koji su izravno povezani s određenim ciljem i više su se smatrali kratkoročnim. Formalnije osnivanje međunarodnih volonterskih organizacija može se povezati s organizacijama kao što su Australian Volunteers International (bivša Volunteer Graduate Scheme ) koja je osnovana 1951., International Voluntary Services osnovana 1953. u Sjedinjenim Državama i Voluntary Services Overseas (VSO) 1958. godine. u Ujedinjenom Kraljevstvu.  Te službe i usluge Američkog mirovnog korpusa, osnovanog 1961. za vrijeme Kennedyjeve administracije, otvorile su put širem priznavanju prekomorskog volontiranja u kasnijim godinama. Tijekom 1960-ih i 1970-ih pokret volonterizma i studiranje u inozemstvu postao je popularan među studentima i mladim profesionalcima, a Ujedinjeni narodi su pokrenuli program UN-ovih volontera za mlade profesionalce koji će sudjelovati u dugoročnom (dvogodišnjem) programu u inozemstvu.
Posljednjih godina dostupnost međunarodnog volontiranja znatno se povećala s mnogim manjim dobrotvornim organizacijama koje povezuju volontere s nevladinim organizacijama u zemljama u razvoju. Otprilike polovica međunarodnog volontiranja iz SAD-a, na primjer, odvija se putem vjerskih organizacija. Putničke agencije su također povećale ponudu plaćenih volonterskih prilika, ovaj rast se poklopio s povećanjem broja mladih koji uzimaju godinu prekida, te je dobio naziv volonterskog turizma ili volunturizma za označavanje kratkoročnih volontiranja kojima volontiranje nije nužno jedina svrha putovanja. Međutim, ostaju brojne mogućnosti srednjoročnih i dugoročnih prilika za kvalificirane međunarodne volontere, na primjer, objavljena uloga volontera u rješavanju epidemije virusa ebole u zapadnoj Africi . Prema trenutnom istraživanju stanovništva SAD-a, najčešće aktivnosti kojima se volonteri bave u inozemstvu uključuju podučavanje, mentorstvo mladima, bavljenje općim radom i pružanje savjetovanja, medicinske skrbi ili zaštitnih usluga.  

## Volonterska demografija
Globalne statistike o međunarodnim dobrovoljcima nisu dostupne. Međutim, oko milijun ljudi iz SAD-a volontira svake godine u inozemstvu - gotovo polovica manje od dva tjedna. Kratkoročni volonturizam stoga je privlačan mnogima, jer je usmjeren na putnike koji žele napraviti pozitivnu promjenu u svijetu, a istovremeno pružaju turističko iskustvo. Volontiranje privlači ljude raznih godina, ali većina volontera je u dvadesetim i tridesetim godinama,  potencijalno zbog percepcije volontiranja u inozemstvu kao rizičnije aktivnosti. Međutim, prosječna dob dobrovoljaca u inozemstvu (VSO) je 38 godina, što pokazuje širok raspon sudjelovanja među dobnim skupinama. U posljednje vrijeme zabilježen je porast broja baby boomer volontera. Jedno od mogućih objašnjenja povećanja broja volontera tih godina jest da ti ljudi prelaze u novu životnu fazu i njihov se fokus može pomaknuti prema pronalaženju aktivnosti koje njihovom životu daju novi smisao. Kao i kod domaćeg volontiranja, međunarodno volontiranje češće je među onima s višim obrazovanjem i iz domaćinstava s višim prihodima.  

## Kritike i izazovi
Određene kritike i izazovi povezani su s međunarodnim volontiranjem. 

### Ishodi
Mjerenje rezultata međunarodnog volontiranja stalni je izazov. Ponekad su troškovi uloženi u ta partnerstva visoki. Nematerijalnu prirodu utjecaja i ishoda teško je izmjeriti, a u ovom su području predložena istraživanja. Slično tome, komplicirano je izmjeriti uspjeh volontera i učinak organizacije. Da bi se volonterima omogućila pravilna integracija u zajednicu, neophodno je da volonteri imaju neke korisne vještine i budu relativno dobro informirani i obučeni prije smještaja. Shannon O'Donnell, glasna kritičarka loše osmišljenih međunarodnih programa, tvrdi da mnoge dobrovoljačke organizacije ugrožavaju dostojanstvo lokalnog stanovništva - ti programi često potiču cikličku ovisnost zajednica za međunarodnim volontera. Drugi su kritizirali miješanje modela volontiranja dizajniranih za međunarodno razumijevanje i onih dizajniranih za društveni ili ekonomski razvoj. Treći su zabrinuti zbog postkolonijalnog i povijesnog karaktera te utjecaja koji to ima na identitet članova zajednica koje ugošćuju volntere.

### Veliki troškovi
Povezano s učinkom međunarodnog volontiranja, troškovi međunarodnog volontiranja navedeni su kao drugo zabrinjavajuće područje, posebno troškovi za zrakoplovne karte, naknade (kao što su smještaj i hrana), osiguranje, obuka i logistika. Neke institucije pružaju stipendije za međunarodno volontiranje.
Ipak, volonteri su često jeftinija radna snaga od ostalih oblika dugotrajne tehničke pomoći jer žive i rade u lokalnim uvjetima. Iseljenici koji rade u istom svojstvu mogu biti plaćeni više od bilo koje naknade koju volonteri dobivaju (ako ikakvu). Troškove i koristi međunarodnih volontera teško je izmjeriti, iako su istraživanja istaknule poboljšanja u dobrobiti i međukulturnom razumijevanju u zajednicama i školama kao rezultat međunarodne razmjene i volontera.

### Potkopavanje lokalnih organizacija
Jedno od razmatranja je da volonteri mogu dominirati lokalnim radnim mjestom, zamijeniti lokalno zapošljavanje i potkopati rukovodstvo i radnu kulturu, posebno u malim organizacijama i školama. To je zbog toga što su volonteri često smatrani više obrazovanim od lokalnog osoblja, čak i u slučajevima kad nemaju izravno iskustvo. 
Dolazak iz druge kulture također može dovesti do toga da volonteri nameću svoje vrijednosti organizacijama. Na primjer, različite kulture imaju različite ideje o tome je li važnije projekt završiti u roku ili biti aktivan u društvenom životu zajednice, a osobu koja cijeni točnost može zasmetati što posao prestaje za sprovod, dok osoba koja cijeni zajednicu može biti iznervirana zbog bezosjećajnosti osobe koja želi preskočiti sprovod. Slično tome, različite kulture imaju različite vrijednosti o nekim poslovnim pitanjima, s različitim idejama o tome gdje se povlači granica između nedopustive razine nepotizma i izgradnje vrijednih odnosa i odobravanja. Volonteri su često obučeni za poštovanje lokalne radne kulture i etike.
Budući da izravno podnose izvještaje lokalnim organizacijama, mogu (i ponekad to učine) raskinuti ugovore ako krše lokalne propise, što pomaže smanjiti zabrinutost za dominaciju.

### Manjak vještina i iskustva
Mladi i neiskusni međunarodni volonteri ponekad nemaju točne vještine za postizanje cilja projekta. Iako ovo može biti u redu za volonterske radne kampove i volonterska putovanja kreirana za jačanje međunarodnog i interkulturalnog razumijevanja, to je značajan problem za međunarodno razvojno volontiranje (IDV). S druge strane, mnoge od najistaknutijih međunarodnih organizacija za volontersku suradnju (IVCO) - posebno one koje financiraju vlade - imaju minimalne zahtjeve za obrazovanje i vještine. 

### Loše razumijevanje lokalnog konteksta
Međunarodnim volonterima izvan zajednice domaćina može nedostajati razumijevanja lokalnog konteksta. Iako često postoji postupak provjere ili odabira volontera prije nego što ih se regrutira za službu u zemljama u razvoju, ovaj je postupak ponekad bio potreban. Velike međunarodne organizacije za volontersku suradnju (IVCO) pružaju svojim volonterima značajnu obuku prije njihov smještaja, što može pomoći u rješavanju ovog deficita. S druge strane, bezbroj manjih i profitnih IVCO-a koji nude nekvalificirane volonterske smještaje bilo kojem sudioniku koji je voljan platiti naknadu za smještaj rijetko pružaju vrstu obuke i pripreme koja im je potrebna da bi volonteri bili uspješni i korisni u smještaju u zajednicama. U tim okolnostima dolazi do sukoba oko toga opravdavaju li naknade koje volonteri plaćaju vrijeme provedeno nadziruć njihov rad i ako se dovoljan dio naknada vraća lokalnim zajednicama koje ugošćuju volontere koji su obično odgovorni za njihov nadzor i obuku.

### Neokolonijalizam
Bilo je optužbi iz nekih četvrti neokolonijalnog napretka maskiranog kao pokušaj borbe protiv siromaštva, jer su neke dobrovoljačke organizacije povezane s nacionalnim vladama, npr. Mirovnim korpusom, koji je osnovala američka vlada. Unatoč ovom izazovu, većina volonterskih organizacija su nevladine ( NVO ) i nisu pod utjecajem vladinih politika. Sadašnje strukture međunarodnog volontiranja također su često usmjerene na utjecaje na lokalnoj razini, što je u oštroj suprotnosti s makropolitičkim vladinim strategijama iz kolonijalne ere.  
Međutim, mnogi akademski časopisi objašnjavaju da volonteri često imaju malo znanja ili stručnosti u poslu koji obavljaju volontirajući u inozemstvu. To je izazvalo zabrinutost o vrijednosti volontiranja. Frances Brown i Derek Hall pišu da ovo stvara neokolonijalnu perspektivu, kažu da je perspektiva volontera uokvirena oko ideje da zapadnjaci s minimalnim iskustvom mogu utjecati na promjene na globalnom jugu, samo po prirodi da su sa Zapada. To nastavlja perspektivu o zapadnoj dominaciji u postkolonijalnom svijetu i potrebi da se "spasi" i "pomogne" globalnom jugu.

## Motivacija volontera
Ljudi volontiraju iz mnogih razloga, ali rijetko tko volontira strogo iz novčanih razloga, jer vrlo malo organizacija nudi naknadu za volontiranje. Uvjerljiviji motivi uključuju doživljavanje druge kulture, upoznavanje novih ljudi i napredovanje u nečijim karijerama. Takve su motivacije uobičajene među mlađim volonterima koji traže iskustvo ili smjer u svojoj karijeri. Ljudi obično volontiraju kako bi povećali svoju međunarodnu svijest, kontekstualizirali siromaštvo i njegove učinke kao priliku za obrazovanje i pomogli ljudima dok imaju moralno korisno iskustvo. Mnogi vjeruju da će putovanje promijeniti način razmišljanja po povratku kući. Međutim, drugi samo žele dati drugima i ne vjeruju da će ih njihovo iskustvo natjerati da dvaput razmisle o svom životu kod kuće. Mnogi sudionici koriste ova putovanja kako bi poboljšali životopis, putovali s prijateljima, stekli svjetsko iskustvo i vidjeli nove zemlje. 
Uobičajena motivacija je "napraviti razliku" i "postići nešto pozitivno za druge" koji su manje sretni od volontera. Mnogi se dobrovoljci slažu da u njihovim matičnim zemljama ima ljudi u nepovoljnom položaju, ali čini se da je opseg nepovoljnog položaja izvan njihovih matičnih zemalja veći. Volontiranje kod kuće može izazvati slike pomaganja manje sretnima ili vođenja kampanje s lokalnom grupom za pritisak.  Volontiranje u inozemstvu obično je povezano s međunarodnim razvojem i premošćivanjem podjele između bogatih i siromašnih svjetova. Volontiranje u inozemstvu često se u ovom kontekstu čini vrijednijim doprinosom volonterima od rada u njihovoj zemlji. Ova se perspektiva posebno odnosi na volontere koji su stariji i traže nešto vrednije na kraju profesionalne karijere ili nakon što su im djeca napustila dom.  
Tvrdi se da su volonteri kategorizirani prema svojoj motivaciji „na temelju šest glavnih kriterija: odredište, trajanje projekta, fokus iskustva (vlastiti interes nasuprot altruističnom), kvalifikacije, aktivno naspram pasivnom sudjelovanju i razina doprinosa lokalnom stanovništvu. Određeni podaci potaknuli su istraživače da predlože konceptualnu strukturu volontera, klasificirajući ih kao plitke, srednje i duboke. Duboku strukturu su predstavljali oni koji su skloni volontiranju zbog potreba zajednica domaćina, što sugerira autentičnu motivaciju da žele pružiti pomoć tamo gdje je potrebna. Plitkom i srednjem volonteru više dominiraju osobni interesi, a srednji sugerira i altruističke i autentične motive.  

## Volonturizam (tj. volonterski turizam)

### Definicija
Volonterski turizam, poznat i kao "volonturizam", specifična je vrsta međunarodnog volontiranja. To je relativno novi koncept, koji kombinira neprofitni sektor i turistički sektor. U osnovi je to oblik međunarodnog putovanja u siromašne krajeve, s primarnom svrhom volontiranja i služenja zajednici domaćina. Volonterske aktivnosti uglavnom su privremeni pokušaji rješavanja obrazovnih, zdravstvenih, ekoloških i ekonomskih problema. U idealnom slučaju, volonterske aktivnosti provode neprofitne organizacije u svrhu društvenog dobra, a volonterima pruža priliku da svojim vještinama pomažu i koriste drugima u nekonvencionalnom okruženju.  Te aktivnosti karakteriziraju dob sudionika i duljina vremena volontiranja u inozemstvu. Sudionici su često mlade osobe (u dobi od 15 do 30 godina), duljina putovanja često se kategorizira kao kratkoročna (kraća od tri mjeseca),  a volontiranje je redovito ispunjeno s avanturističkim i putničkim aktivnostima. Volonturizam je bio podvrgnut intenzivnoj kontroli tijekom 2000-ih, a sve veći broj akademskih radova propituje motivacije i iskustva dobrovoljnih turista.  

### Rast volunturizma
Kao varijacija međunarodnog volontiranja, razvoj volonturizma može se pratiti unatrag više od jednog stoljeća. Prema Nacionalnom javnom radiju, to je jedan od najbrže rastućih trendova u modernom putovanju, s više od 1,6 milijuna turista dobrovoljaca koji godišnje potroše oko dvije milijarde dolara.

### Kritike
Volonterske programe češće provode profitne tvrtke, a ne dobrotvorne organizacije. Iako je namjera da volonteri putujući osnaže lokalne zajednice, krajnja motivacija volontera je više samoposluživanje. Prema studiji koju je provela Rebecca Tiessen, motivacije koje su identificirali sudionici uglavnom se uklapaju u kategoriju osobnog rasta (npr. razvoj vještina, međukulturno razumijevanje, izbor karijere itd.), dok motivacije povezane s pozitivnim socijalnim utjecajem ili želja za socijalnom pravdom u zajednicama domaćinima nije pronađena među sudionicima, što odražava jednosmjeran tok koristi od zajednica domaćina prema volonterima. Ovim trendom zajednice, novinari i oni koji su se zaista bavili volonterskim aktivnostima počinju se pitati u kojoj mjeri volonterske aktivnosti stvarno mogu pomoći u lokalnim uvjetima ili će zapravo donijeti štetu ionako siromašnim mjestima. 
Organizacije koje šalju volontere, kao što su Free The Children 's Me to We izleti, britanska tvrtka Projects-abroad i AIESEC, kritizirane su kao dodatak spomenutoj neokolonijalnoj perspektivi. Kritičari tvrde da način na koji ove organizacije reklamiraju svoja putovanja stigmatiziraju i uokviruju svijet u razvoju kao bespomoćan. Uokvirivanje i "udruživanje" kultura izvan Zapada i globalnog Sjevera se može naći u tekstu Edwarda Saida, Orijentalizam. Njegova teorija utemeljena je u istoj ideji, u kojoj opisuje zapadnjačke pokroviteljske prikaze Istoka. 
Ostale kritike volonterske industrije su da kratkotrajni volonteri ne samo da su često ne obučeni u projektima u kojima sudjeluju (izgradnja škola, domova zdravlja, bunara), već da projekti mogu potaknuti sukob među zajednicama, zamjenjuju posao koji bi lokalno stanovništvo moglo raditi i jačaju neoliberalnu politiku. Interakcije s djecom vrlo su popularne među volonterskim programima. Kao posljedica toga, djeca u tim zajednicama mogu postati ovisna i komodificirana kad volonteri neprestano pristižu i odlaze svakih nekoliko tjedana. Volontiranje u sirotištima također je novi program koji može pojačati trgovinu ljudima ili zlostavljanje djece u zajednicama domaćinima i naštetiti razvoju djece - prema UNICEF-u, u Nepalu 85% sve djece koja žive u sirotištima ima barem jednog živog roditelja.  Za organizacije koje šalju volontere također se tvrdi da informira "potrošačku kapitalističku" kulturu koja odgovara željama i potrebama privilegiranog Sjevera, a na štetu globalnog Juga.